# ᶐ
La letra ᶐ (minúscula de 'alpha' con gancho retroflejo) es un símbolo del alfabeto latino utilizado en el Alfabeto Fonético Internacional (AFI) para representar ciertos sonidos vocálicos. Esta letra fue empleada para denotar una vocal casi cerrada semianterior no redondeada, similar al sonido de la 'i' en la palabra inglesa "bit" (/bɪt/). En 1989, fue reemplazada por el símbolo ɪ en el AFI. 
Además de su uso en el AFI, la letra ᶐ fue incorporada en alfabetos latinos diseñados para transcribir lenguas específicas., en el Yañalif, un alfabeto latino reformado introducido en 1928 para escribir diversas lenguas de la Unión Soviética, la letra ᶐ representaba una vocal cercana no frontal.

## Codificación
Binario: 11100001:10110110:10010000
| Carácter     | ᶐ       | ᶐ        |
| ------------ | ------- | -------- |
| Codificacion | decimal | hex      |
| Unicode      | 7568    | U+1D90   |
| UTF-8        | 7568    | E1 B3 80 |
| Ref.Numerica | &#7568; | &#7568;  |